# Monika Mościbrodzka
Monika Mościbrodzka is een Poolse sterrenkundige en universitair hoofddocent aan de Radboud Universiteit in Nijmegen. Ze is gespecialiseerd in zwarte gaten en extreme verschijnselen in het heelal. 

## Opleiding en carrière
Mościbrodzka behaalde in 2008 haar doctoraat aan het Nicolaus Copernicus Astronomisch Centrum van de Poolse Academie van Wetenschappen. Daarna verhuisde ze naar de Verenigde Staten, waar ze werkte aan de Universiteit van Nevada en de Universiteit van Illinois Urbana-Champaign. Sinds 2013 is ze verbonden aan de Radboud Universiteit.

## Onderzoek
Het onderzoek van Monika Mościbrodzka richt zich op het realistisch modelleren van accretiestromen en jets in de directe omgeving van zwarte gaten. Mościbrodzka is lid van de Event Horizon Telescope-samenwerking die in 2019 de eerste afbeelding van de schaduw van het zwarte gat M87* publiceerde.
In 2021 publiceerde zij met collega's de eerste afbeelding in gepolariseerd licht van het zwarte gat in M87. En in 2022 was zij betrokken bij het team dat een hete gasbel ontdekte bij Sagittarius A*, het superzware zwarte gat van de Melkweg.

## Prijzen en onderscheidingen
- Simons Emmy Noether Fellow (2019/2020)[16][17]
- Athena Award van NWO (2022)[18][19][20]
- Eddington Medal van de Royal Astronomical Society (2023)[21]